# أليكسندرو سبيريدون
أليكسندرو سبيريدون (بالرومانية: Alexandru Spiridon)‏ (20 يوليو 1960 في مولدوفا - ) هو مدرب كرة قدم ولاعب كرة قدم مولدوفي في مركز الوسط. شارك مع منتخب مولدوفا لكرة القدم. أما مع النوادي، فقد لعب مع زمبرو تشيسيناو وزوريا لوهانسك ونادي زاريا بالتي ونادي شاختار دونيتسك والنادي المركزي للجيش كييف وCS Tiligul-Tiras Tiraspol ‏.

## وصلات خارجية
- أليكسندرو سبيريدون على موقع قاعدة بيانات كرة القدم.إي يو (الإنجليزية)
- أليكسندرو سبيريدون على موقع ناشيونال فوتبول تيمز (الإنجليزية)
- أليكسندرو سبيريدون على موقع Soccerway.com (الإنجليزية)
- أليكسندرو سبيريدون على موقع عالم كرة القدم.نت (الإنجليزية)